# John Bier
John Bier (Santpoort, 17 december 1936) is een Nederlands beeldhouwer en tekenaar.

## Leven en werk
Bier verhuisde als driejarige met zijn ouders naar Alkmaar, waar hij nog steeds woont en werkt. Hij was 1954 tot 1958 leerling aan het Instituut voor Kunstnijverheidsonderwijs in Amsterdam.
Bier maakt figuratief werk, waarin de mens een belangrijke rol speelt. Hij noemt zichzelf zijn eigen criticus. Tot zijn beelden behoort dat van strandvonder Simon Gutker (1897-1988), dat op het eind van de Hondsbossche Zeewering bij Camperduin werd geplaatst. In oktober 2010 probeerden vandalen dit beeld om te zagen, vermoedelijk voor de verkoop van het brons. Het beeld is in 2015 hersteld en teruggeplaatst.

## Werken (selectie)
- 1965 De Sanering, Alkmaar
- 1970 Samenspel, Zuidoostbeemster
- 1972 Acrobaten, Den Helder
- 1981 Ot en Sien, Alkmaar
- 1984 Bernardus Paludanus, Enkhuizen
- 1985 Kaashandelaren, Alkmaar
- 1993 De Strandvonder, Camperduin
- 1997 Adriaen Anthonisz, Alkmaar
- 2001 Kloetende tuinder, Sint Pancras

## Fotogalerij

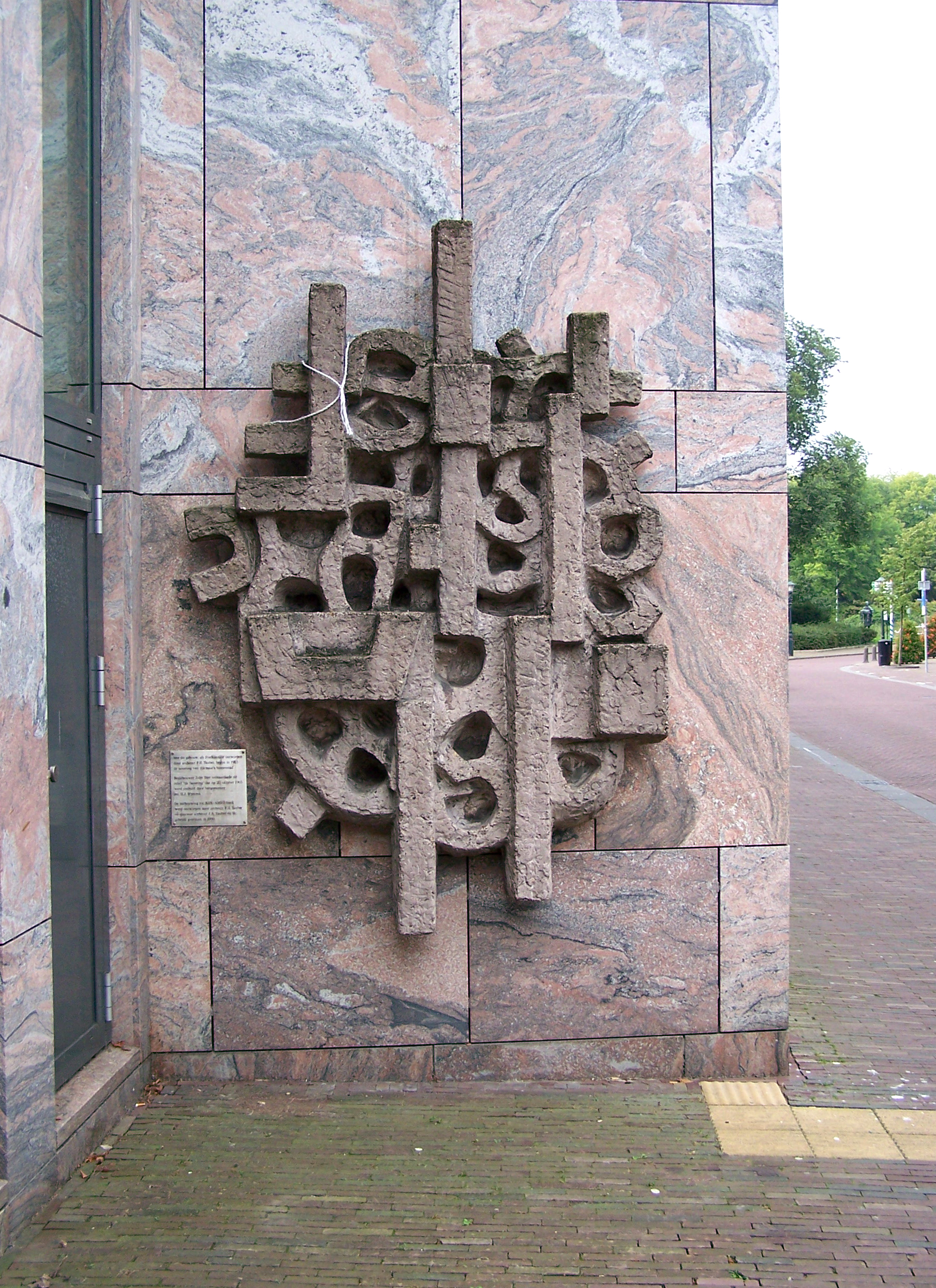
De Sanering (1965), Alkmaar
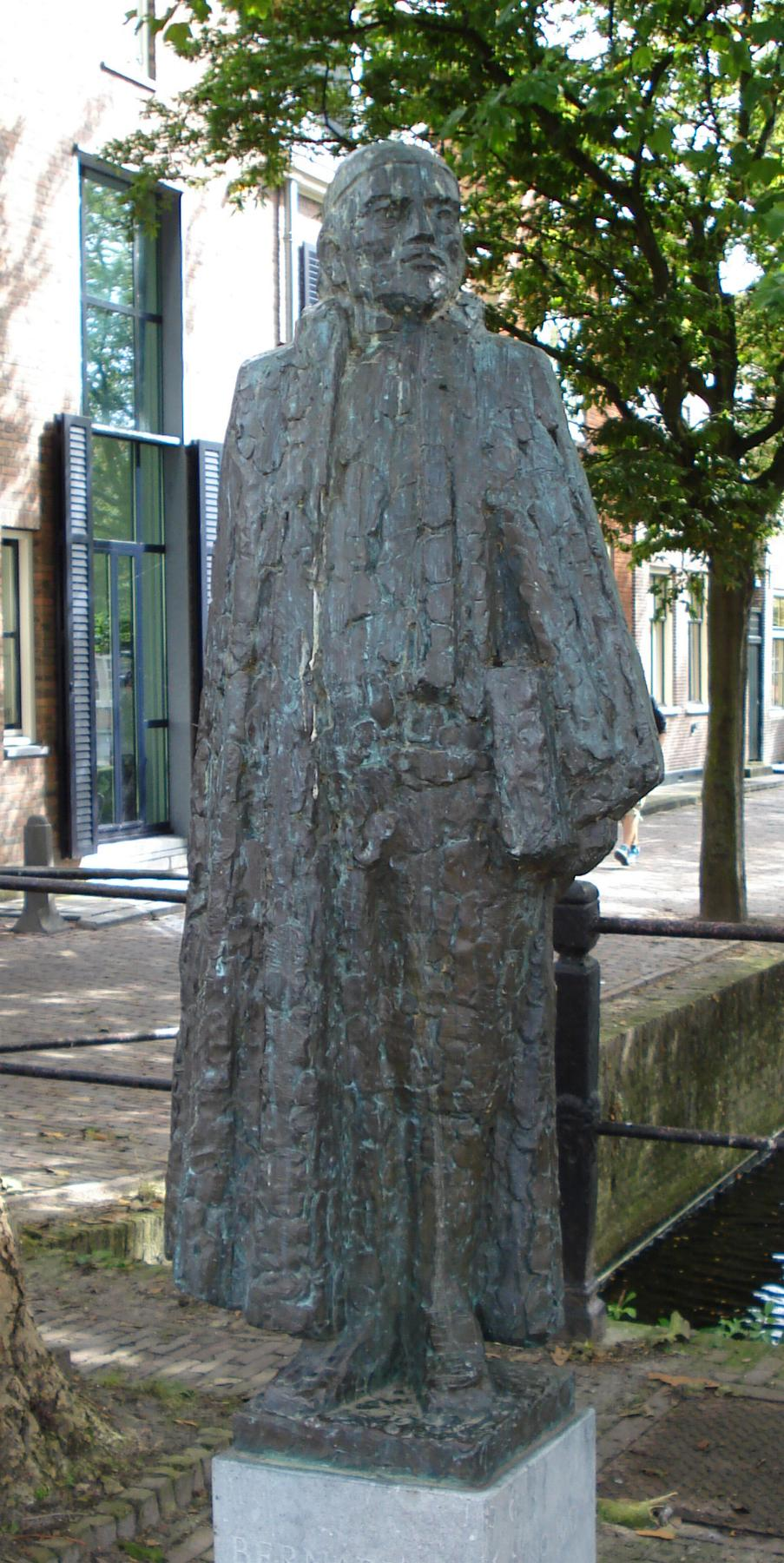
Bernardus Paludanus (1984), Enkhuizen
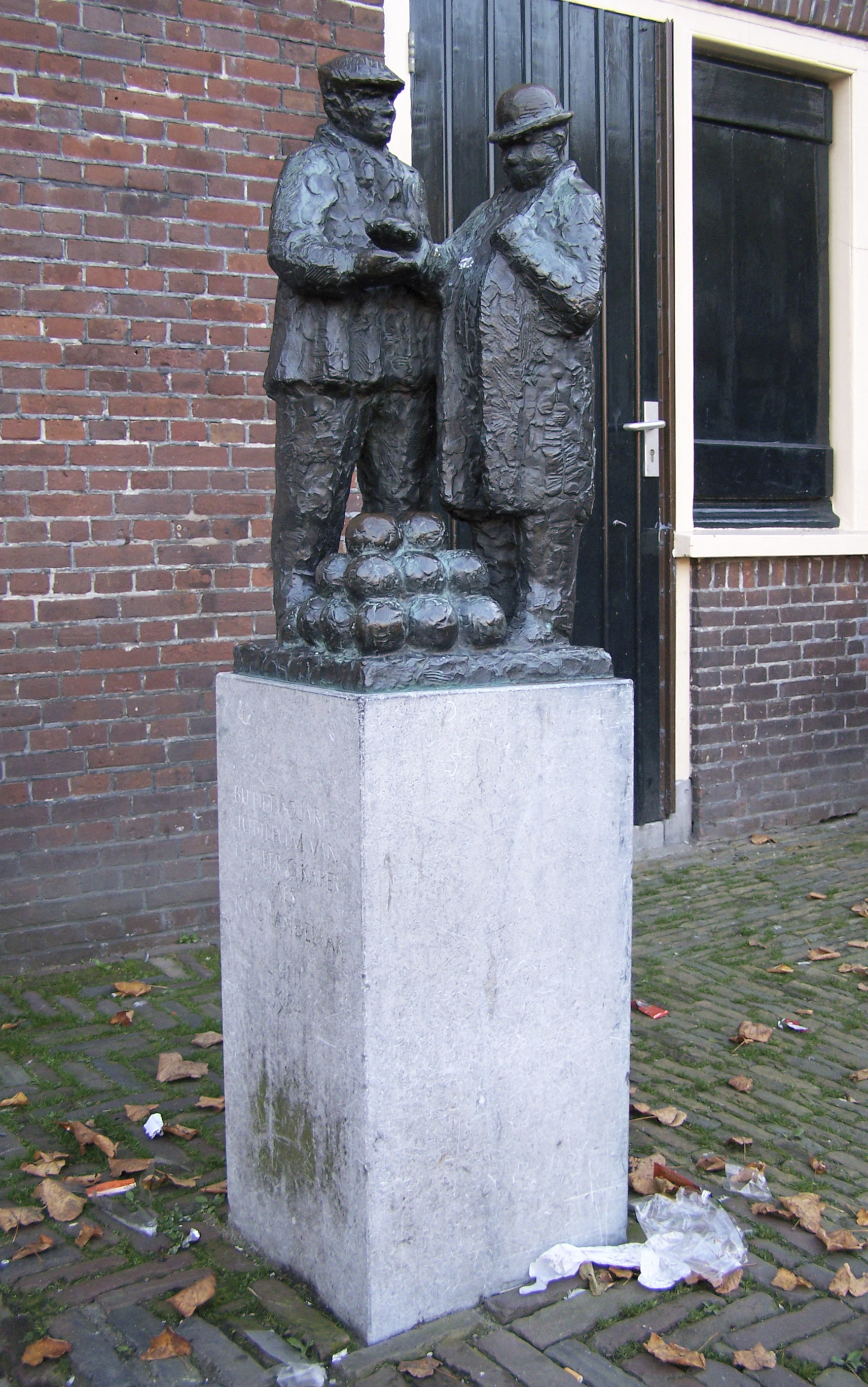
Kaashandelaren (1985), Alkmaar
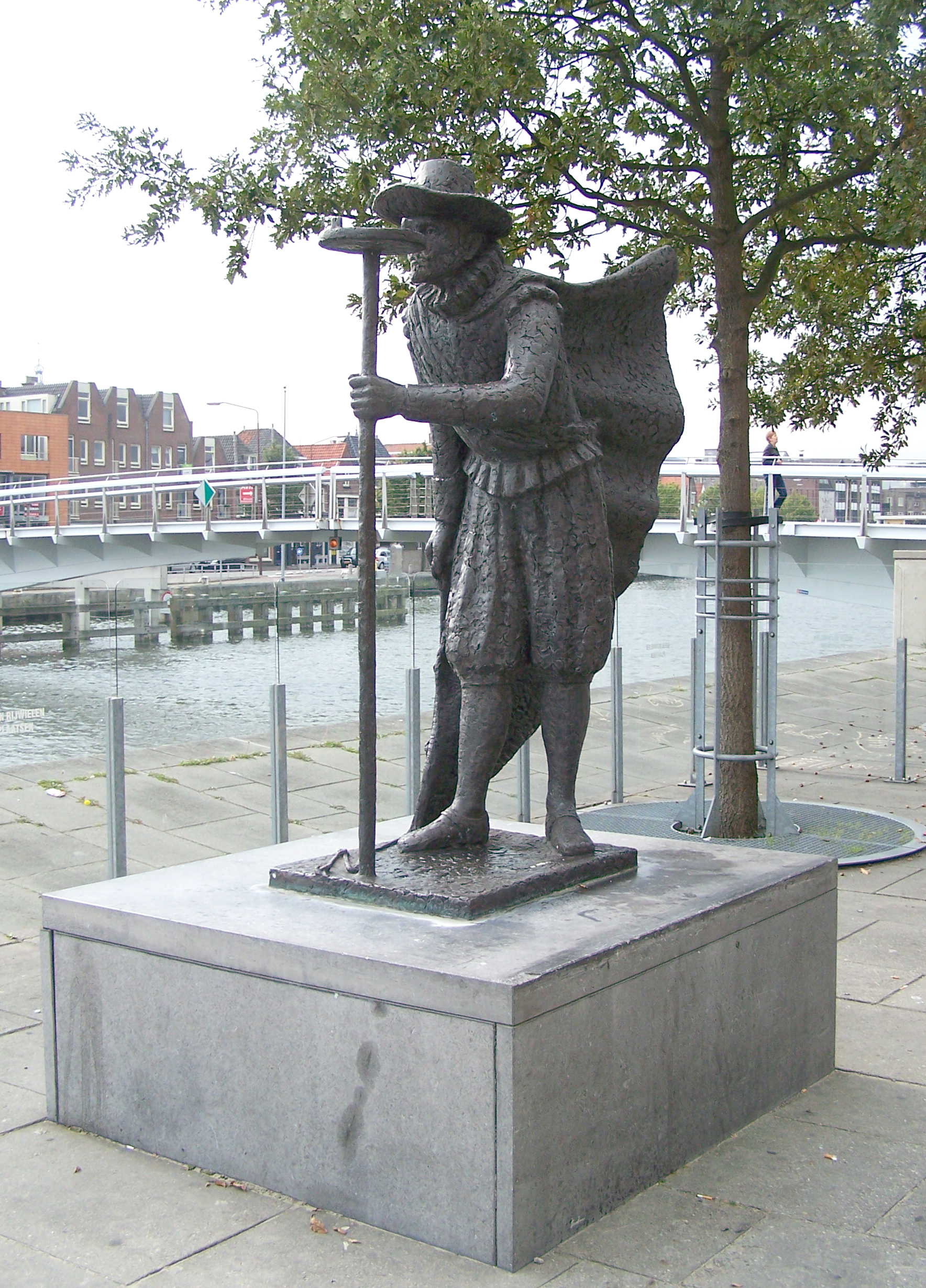
Adriaen Anthonisz (1997), Alkmaar
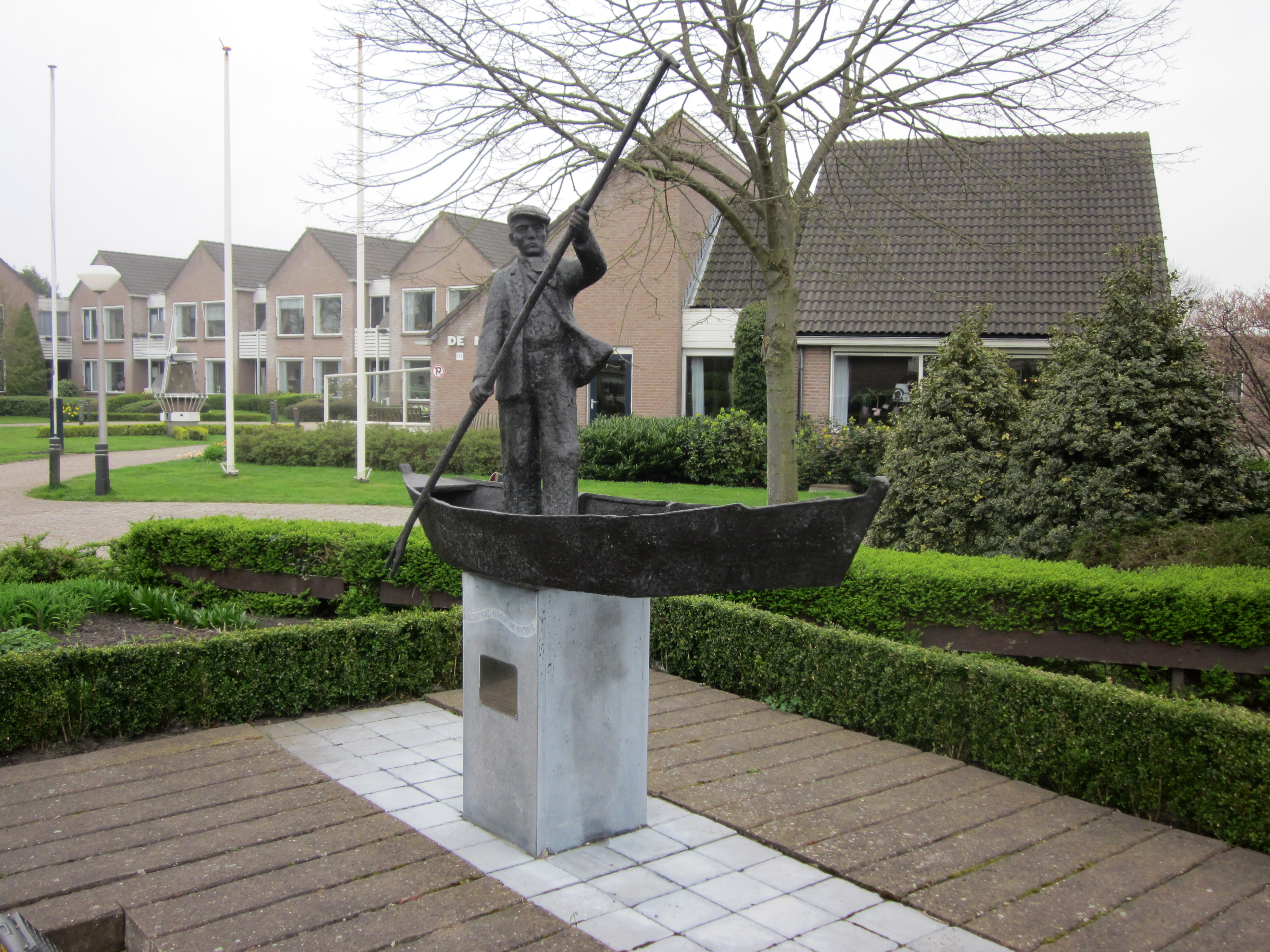
Kloetende tuinder (2001), Sint Pancras

- RKD-Nederlands Instituut voor Kunstgeschiedenis: 8162